# Alcis qudai
Alcis qudai là một loài bướm đêm trong họ Geometridae.